# جوليان أوفندن
جوليان أوفندن (بالإنجليزية: Julian Ovenden)‏ هو ممثل بريطاني، ولد في 29 نوفمبر 1976 بشفيلد في المملكة المتحدة.

## أعمال

### أفلام
- (2015) كولونيا[4]

### مسلسلات
- داونتون آبي
- سقوط الفارس

## وصلات خارجية
- جوليان أوفندن على موقع IMDb (الإنجليزية)
- جوليان أوفندن على موقع قاعدة بيانات الأفلام العربية
- جوليان أوفندن على موقع ألو سيني (الفرنسية)
- جوليان أوفندن على موقع ميوزك برينز (الإنجليزية)
- جوليان أوفندن على موقع أول موفي (الإنجليزية)
- جوليان أوفندن على موقع قاعدة بيانات برودواي على الإنترنت (الإنجليزية)
- جوليان أوفندن على موقع قاعدة بيانات الفيلم (الإنجليزية)
- جوليان أوفندن على موقع كينوبويسك (الروسية)